# Wortham
Wortham és una població dels Estats Units a l'estat de Texas. Segons el cens del 2000 tenia 1.082 habitants.

## Demografia
Segons el cens del 2000, Wortham tenia 1.082 habitants, 428 habitatges, i 278 famílies. La densitat de població era de 211 habitants per km².
Dels 428 habitatges en un 35% hi vivien nens de menys de 18 anys, en un 46,3% hi vivien parelles casades, en un 15,7% dones solteres, i en un 35% no eren unitats familiars. En el 32% dels habitatges hi vivien persones soles el 17,5% de les quals corresponia a persones de 65 anys o més que vivien soles. El nombre mitjà de persones vivint en cada habitatge era de 2,45 i el nombre mitjà de persones que vivien en cada família era de 3,12.
Per edats la població es repartia de la següent manera: un 28,4% tenia menys de 18 anys, un 7,1% entre 18 i 24, un 25,8% entre 25 i 44, un 20,4% de 45 a 60 i un 18,3% 65 anys o més.
L'edat mediana era de 36 anys. Per cada 100 dones de 18 o més anys hi havia 72,2 homes.
La renda mediana per habitatge era de 23.988 $ i la renda mediana per família de 35.625 $. Els homes tenien una renda mediana de 26.094 $ mentre que les dones 18.098 $. La renda per capita de la població era de 14.269 $. Aproximadament el 14,7% de les famílies i el 18,1% de la població estaven per davall del llindar de pobresa.

## Poblacions més properes
El següent diagrama mostra les poblacions més properes.